# Тынянкин, Иван Игнатьевич
Иван Игнатьевич Тынянкин — советский военный деятель, вице-адмирал, учёный, кандидат технических наук (1969), дважды лауреат Государственной премии СССР (1967, 1978).

## Биография
Родился 27 сентября 1923 года в Лиходеево, ныне Еланского района Волгоградской области.
В Рабоче-Крестьянской Красной Армии — с 1940 года. Принимал участие в Великой Отечественной войне на Ленинградском фронте (1941), в обороне Кавказа (1942—1944) и на Черноморском флоте (1944—1945) — командир БЧ-1-4 подводной лодки, штурман дивизиона подводных лодок на Черноморском флоте. В 1944 году окончил ВВМОЛКУ им. М. В. Фрунзе.
Окончил ВСОЛК ОС ВМФ (1947). Член ВКП(б)/КПСС. Занимал ряд инженерных и командных должностей на Военно-Морском Флоте СССР.
После Великой Отечественной войны продолжил службу на Военно-Морском Флоте и занимался инженерной деятельностью в его рядах. В Научно-исследовательском институте радиоэлектронного вооружения ВМФ (1960—1976): старший офицер, начальник отдела Радиотехнического управления ВМФ, кандидат технических наук (1969), начальник управления 14-го Научно-исследовательского института ВМФ, заместитель начальника Радиотехнического управления ВМФ, начальник 14-го Научно-исследовательского института ВМФ.
Руководил и участвовал в исследованиях по программам Мирового океана; по перспективным направлениям создания радиоэлектронных комплексов и систем информационного обеспечения флота; по оптимизации состава корабельных, авиационных, стационарных и космических сил и средств для региональных систем освещения обстановки на море; по методологии изучения сложных видов вооружения в высших учебных заведениях. Дважды был заместителем председателя Правительственных комиссий по проведению на Тихоокеанском театре Государственных испытаний новых комплексов вооружения для атомных подводных лодок. В ходе их проведения впервые было реализовано получение целевой информации из дальних зон акустической освещенности. Обеспечивал государственные испытания других комплексов и средств на Балтийском, Северном и Черноморском флотах.
Заместитель начальника кораблестроения и вооружения ВМФ в 1976—1988 годах.
Дважды лауреат Государственной премии СССР (1967 и 1978).
В отставке — с 1988 года. После 1988 года — заведующий лабораторией Института океанологии РАН, с 1994 года руководитель группы. Участвовал в разработке "Основ концепции развития космической океанологии в России на период 1996—2015 гг.; в работе экспертной комиссии при правительстве РФ по ФЦП «Мировой океан» (1998).
Умер в Москве в 2017 году. Похоронен в Москве на Троекуровском кладбище, участок 27.

## Исследования
По результатам фундаментальных исследований в области физики, химии, биологии и геологии морской среды разработана и реализована комплексная программа НИР по тематике прикладной океанологии в интересах Флота (1988—2000); по определению закономерностей развития процессов и явлений, возникающих в водной, воздушной и донной средах океаносферы и на границах их раздела; разработке динамических моделей акустических, гидродинамических, электромагнитных и др. видов волновых процессов в широких диапазонах их частот для оценки уровней спектроэнергетических, временных и пространственных структур этих полей. В ходе их выполнения установлено существенное влияние океаносферных факторов и состояния информационных полей на эффективность действия сил и средств флота в Мировом океане. Результаты исследований систематически рассматривались на заседаниях секции № 1 Научного совета РАН по «Гидрофизике» и получали положительную оценку флота.
В обеспечение «Морской доктрины Российской Федерации на период до 2020 года», утвержденной Президентом РФ 27 июля 2002 г., были разработаны и представлены соответствующие предложения по перспективной тематике прикладных исследований в части информационных полей.
Член редакционной коллегии журнала «Морской сборник» (1960—1974, с 1990 г. до кончины).
Автор более 110 научных работ и 10 авторских свидетельств. Ряд его трудов опубликованы в книге «Российская наука — Военно-морскому флоту» (изд. «Наука», 1988), в журналах «Морской сборник» (1998—2004), в книге «Радиолокационное вооружение Военно-морского флота России» (изд. «Научтехлитиздат»; 2004) и др.

## Награды
Награжден орденами СССР:
- орден «Октябрьской Революции»,
- орден «Отечественной войны 1 степени»,
- орден «Трудового Красного Знамени»,
- орден «Красной звезды» (1944),
- орден «Красной звезды» (27.01.1945),
- орден «За службу Родине 3 степени»;
- Медаль «За победу над Германией в Великой Отечественной войне 1941—1945 гг.» (02.06.1946),
- Медаль «За оборону Ленинграда» (26.12.1943)
- Медаль «За оборону Кавказа» (1944)
- юбилейными медалями СССР и РФ.

Чехословакии
- Медаль «За укрепление дружбы по оружию» II степени — серебро (23.04.1985)[1]

Дважды лауреат Государственной премии СССР (1967 и 1978).
Почетный радист СССР (1971); Почетный член Российской академии естественных наук (1996), Международной академии наук Евразии (1996), Академии военных наук Российской Федерации (2003).